# روبن باث
روبن باث (بالإسبانية: Rubén Paz)‏ (مواليد 8 أغسطس 1959) هو لاعب كرة قدم. يلعب مع منتخب الأوروغواي لكرة القدم. سبق له أن لعب في كأس العالم لكرة القدم مع منتخب بلاده.

## روابط خارجية
- روبن باث على موقع الاتحاد الدولي (مؤرشف)  (الإنجليزية)
- روبن باث على موقع قاعدة بيانات كرة القدم.إي يو (الإنجليزية)
- روبن باث على موقع ناشيونال فوتبول تيمز (الإنجليزية)